# Публије Вариније
Публије Вариније је био римски претор 73. године п. н. е. и проконзул 72. године п. н. е. Претрпео је неколико пораза од Спартакових снага током Спартаковог устанка.